# Charanyca renata
Charanyca renata là một loài bướm đêm trong họ Noctuidae.